# Хронологија Априлског рата 8. април 1941.
8. април 1941. је био трећи дан Априлског рата, сукоба између сила Осовине и Краљевине Југославије у Другом светском рату.

## Ток операција

### Србија

#### На фронту 5. армије
Немачка прва оклопна група (3 дивизије) прешла је у напад из Бугарске у 5 сати и 30 минута: Топличка дивизија није издржала напад и уз тешке губитке повлачила се пред 11. оклопном дивизијом која је заузела Пирот. Немачка 294. пешадијска дивизија и 4. брдска дивизија после тешких борби заузеле су утврђене положаје северно од друма Цариброд-Пирот, заробивши већи део Топличке дивизије и принудивши остатке да се повуку према Сврљигу.
Због изузетно лошег стања на фронту, командант југословенске 5. армије наредио је да се у ноћи 8. априла, 5. армија повуче на леву обалу Јужне Мораве. Штаб 5. армије је под окриљем ноћи измештен из Нишке Бање у Крушевац.

### Македонија
Немачка 9. оклопна дивизија заузела је Стари Качаник и Тетово, а 73. пешадијска дивизија заузела је Прилеп, док се СС моторизована дивизија Адолф Хитлер пребацила у Велес. За то време 2. оклопна дивизија продрла је поред Дојранског језера у Грчку и заузела Килкис. Остаци југословенске војске (Брегалничка и Шумадијска дивизија) делом су одступили у Грчку или према Битољу, а делом су заробљени.

#### Качаник
У клисури Качаника, јужно од Куманова, 1. бомбардерски пук југословенског РВ напао је колону 9. оклопне дивизије. 12 југословенских лаких бомбардера Бристол Бленим је полетело из Бијељине и дејствовало по немачкој оклопној дивизији код Страцина и тада су непријатељу нанети велики губици, који га ипак нису успели зауставити. 
У самоубилачком нападу на немачке тенкове погинули су:
- пуковник Фердо Градишник (1899—1941)[2], командант пука
- пилот-извиђач поручник Ђорђе Стевановић (1909—1941)[2], командант 204. ескадриле
- пилот-наредник Живан Јовановић.[3]

### Албански фронт
На фронту према Албанији, изузев Вардарске дивизије која је због пада Скопља и угрожености позадине обуставила напад, југословенска офанзива се наставила: Зетска дивизија продрла је друмом Подгорица-Скадар 10 км у дубину албанске територије, Комски одред је прешао Проклетије и продро у Албанију где је заузео село Пуку, а Косовска дивизија је широким фронтом избила на Дрим. Због брзог продора немачких трупа код Скоплља, команда југословенске 3. армије није успела да успостави везу са Вардарском, Ибарском и Шумадијском дивизијом.

### Словенија и Хрватска

#### На фронту 4. армије
На делу фронта који је држала Славонска дивизија, немачке снаге су у ноћи 7/8. априла форсирале реку Драву и одбациле 393. резервни пук према Вировитици, заузевши при том село Басју. Војници 108. пешадијског пука Славонске дивизије су се побунили и заједно са јединицама 4. допунског пука самовољно напустили положај и повукли се ка Бјеловару где су преузели власт. На сектору Савске дивизије предузет је безуспешни контранапад у правцу Ђекењеша. Дефетизам који је захватио Славонску дивизију, захватио је и 36. пешадијски пук Савске дивизије из кога су, до краја дана, дезертирала два батаљона. Немачка 14. оклопна дивизија заузела је Вировитицу.

#### На фронту 7. армије
132. пешадијска дивизија заузела је Марибор. Грађани Марибора су са одушевљењем дочекали немачке јединице. Југословенска војска порушила је све мостове у Марибору, а срушен је и мост у Орможу. Италијанска 3. алпска група заузела је Крањску Гору. У Ратном дневнику немачке 2. армије, дана 8. априла 1941.год., приликом процене снаге југословенских јединица које су биле насупрот 2. армији, уписано је следеће: "Непријатељским трупама које се налазе према 2. армији је јако умањена борбена вредност због присутности великог броја Хрвата и Словенаца у јединицама."